# Максим-Ты
Максим-Ты — озеро в Ловозерском районе Мурманской области, расположенное на севере Кольского полуострова, северо-восточнее Няльмозера и севернее озера Восточная Лица, в 34 км от Мурманского берега. Относится к бассейну Баренцева моря.
Площадь зеркала — 9,74 км². Высота над уровнем моря — 189,2 м. Длина озера составляет около 7,5 км при максимальной ширине 2 км в центральной части.
Имеет форму буквы Х, с сильно изрезанной береговой линией. На северо-востоке через реку Рыбную имеет сток в систему озёр Винозеро — Керозеро. На западе соединено протокой с озером Нижнее Песцовое. Имеется несколько островов, разбросанных по всему зеркалу водоёма. Западный берег низкий и заболоченный, остальные берега высокие, холмистые (наиболее высокие вершины — гора Максим-Ты на востоке, 252,6 метров н.у.м. и гора Макар-Мыльк на севере, 274,6 метров н.у.м.). Берега покрыты тундровой, лесотундровой и болотной растительностью.
Код водного объекта в государственном водном реестре — 02010000911101000004826.